# Pseudomyrmex peruvianus
Pseudomyrmex peruvianus é uma espécie de formiga do género Pseudomyrmex, subfamilia Pseudomyrmecinae. Esta espécie foi descrita cientificamente por Wheeler em 1925.

## Distribuição
Encontra-se em Peru.